# Wolfhard Beyer
Wolfhard Beyer (* 7. August 1942 in Themar; † 2022) war ein deutscher Physiker. 

## Leben und Wirken
Wolfhard Beyer wurde 1942 in Themar (Thüringen) geboren. Nach dem Masterstudiengang in Physik an der Philipps-Universität Marburg von 1963 bis 1969 promovierte er ebendort im Jahr 1974 zum Thema Thermokraft und Leitfähigkeit von amorphen Halbleitern mit tetraedrischer Nahordnung. Nach einer Anstellung als wissenschaftlicher Mitarbeiter an der Philipps-Universität Marburg und einem Post-Doc-Aufenthalt am IBM Research Center in San José, USA, trat er im Jahr 1979 eine Stelle an der damaligen Kernforschungsanlage (KFA) in Jülich, dem heutigen Forschungszentrum Jülich, an. Er war dort am wissenschaftlichen Programm für die Einrichtung des Instituts für Schicht- und Ionentechnik (ISI) beteiligt. Von 2001 bis 2007 leitete er am Forschungszentrum kommissarisch das Institut für Photovoltaik (IPV).
Wolfhard  Beyer war ein weltweit anerkannter Experte auf dem Gebiet amorpher Halbleiter, insbesondere dem elektronischen Transport und der Rolle des Wasserstoffs in amorphem und mikrokristallinem Silizium und Siliziumlegierungen.